# يونيس برينغل
يونيس برينغل (بالإنجليزية: Eunice Pringle)‏ هي ممثلة أمريكية، ولدت في 5 مارس 1912، وتوفيت في 26 مارس 1996.